# Творидло Микола
Мико́ла Твори́дло (1884, Зашків — 1952?, Казахстан) — український економічний діяч на Закарпатті і в Галичині, інженер, агроном.

## Життєпис
Початкову освіту здобув у рідному селі, потім навчався у рільничій академії в Дублянах як стипендіат товариства «Просвіта» з кількома іншими юнаками.
Ініціатор і співзасновник товариства «Просвіта» в Ужгороді та українських господарчих та допомогових організацій на Закарпатті. Був головою Комітету допомоги українським збігцям в Ужгороді. Згодом у Галичині: директор централі товариства «Сільський Господар» у Львові (1924–1927).
Член дирекції «Центросоюзу» у Львові (1928–1939). 1938–1939 — сенатор польського парламенту від УНДО. Помер на заслані у Казахстані.
Головні праці: «Шкідливі і корисні звірята в господарстві» (І-II, 1923), «Практичний Господар» (1928). Статті та брошури на економічні теми.
За словами О. Павлишана М. Творидло помер і похований у м. Львів.